# SC Germania-Jahn Magdeburg
Der SC Germania-Jahn Magdeburg war ein Sportverein im deutschen Reich mit Sitz in Magdeburg der heutigen Landeshauptstadt von Sachsen-Anhalt.

## Vorgängervereine

### SC Germania Magdeburg

#### Gründung bis Erster Weltkrieg
Der SC Germania Magdeburg wurde im Jahr 1898 gegründet. Die Fußball-Mannschaft nahm innerhalb des Verband Magdeburger Ballspiel-Vereine an der Erstaustragung der Magdeburger-Meisterschaft erstmals in der Spielzeit 1900/01 teil. Nach drei gespielten beendete der Verein die Saison mit 0:6 Punkten und einem Torverhältnis von 1:20 jedoch auf dem letzten Platz und musste damit in die 2. Klasse absteigen. Die nächste Saison wurde in einer Herbst- als auch einer Frühjahrsrunde ausgetragen, zu letzterer stieg die Mannschaft wieder auf und platzierte sich am Ende auf dem dritten Platz. Dies sollte aber die einzige Saison bleiben, die in diesen Modus ausgetragen wurde, in den weiteren Saisons platzierte sich der Verein stets im Mittelfeld.
Da der Magdeburger-Verband dann schließlich im Jahr 1905 in den VMBV aufging, nahm die Mannschaft von da an, an der regulären mitteldeutschen Meisterschaft teil. Dort wurde der SC dann mit den anderen Magdeburger Vereinen in das Gau Mittelelbe einsortiert. Nach der ersten Saison dort, belegte die Mannschaft mit 6:10 Punkten den vierten Platz. Bis zum Ersten Weltkrieg sollte aus dieser Klasse heraus jedoch nie eine höhere Position erreicht werden. Die letzte Saison, in der der Verein dann noch in der ersten Liga spielte, war somit die Spielzeit 1913/14.

#### Zwischenkriegszeit bis Fusion
Vermutlich zur Saison 1919/20 stieg die Mannschaft dann schließlich wieder, in den mittlerweile zusammengefassten Kreis Elbe auf. Gleich nach der nächsten Saison stieg die Mannschaft mit 8:28 Punkten über den 10. und damit letzten Platz jedoch auch schnell wieder ab. Mit bedingt durch die Strukturreform der Ligen und dem wieder eingeführten Gau Mittelelbe, wurde die Mannschaft zur Saison 1923/24 wieder erstklassig. Mit 8:24 Punkten konnte dann aber auch nur knapp, über den vorletzten Platz, die Klasse gehalten werden. Nach der darauffolgenden Saison stieg die Mannschaft dann aber mit 6:26 Punkten doch wieder ab. Nach einer Spielzeit Abstinenz stieg die Mannschaft zur Saison 1926/27 aber auch gleich wieder auf und konnte die Liga ebenso auch halten. Dieses Mal konnte bis zur Saison 1929/30 die Klasse gehalten werden. Bedingt dadurch, dass der SC sowie Staßfurt und Schönebeck jeweils alle 13:27 Punkte am Ende der Spielzeit hatten, mussten Relegationsspiele abgehalten werden. Die Ergebnisse aus diesen sind nicht mehr überliefert, am Ende mussten die Magdeburger jedoch wieder absteigen. Zur Saison 1932/33 kehrte der Verein dann noch ein letztes Mal in die mitteldeutsche Meisterschaft zurück. Mit 19:17 Punkten konnte sich der Verein am Ende hiervon auf dem fünften Platz platzieren.
Nach der Machtergreifung der Nationalsozialisten spielte der Verein von nun an in der zweitklassigen Bezirksklasse Magdeburg-Anhalt. Zum 1. Januar 1934 folgte dann aber schon der Zusammenschluss mit dem VfL Jahn Magdeburg.

### VfL Jahn Magdeburg
Der Verein wurde spätestens im Jahr 1919 gegründet. Die Leichtathletik-Abteilung stellte, mehrmals Starter bei den deutschen Meisterschaften, diese konnten jedoch nie die Medaillen-Ränge erreichen. Die Feldhandball-Mannschaft wurde nach der Saison 1931/32 Zweiter in ihrem Gau und qualifizierte sich somit für die Runde der Zweiten der Endrunde um die mitteldeutsche Meisterschaft. Aus dieser ging die Mannschaft dann auch als Sieger hervor, konnte sich jedoch in dem Entscheidungsspiel um den dritten Startplatz bei der deutschen Endrunde nicht gegen den Polizei SV Dessau durchsetzen, bei welchen man mit 7:6 unterlag. Nach der ersten Halbzeit führt der Jahn sogar noch mit 1:5. Am 1. Januar 1934 schloss sich der Verein mit dem SC Germania Magdeburg zusammen.

## Geschichte

### Fußball
Die Fußball-Mannschaft übernahm nach der Fusion den Startplatz der Germania, ob der Jahn eine eigene Fußball-Mannschaft besaß ist nicht überliefert. Diese Spielzeit 1933/34 konnte dann jedoch mit 15:29 Punkten nur auf dem 11. Platz abschließen, womit der Abstieg in die 1. Kreisklasse anstand. Aus der Unterklassigkeit entkam der Verein dann erst zur Saison 1944/45, als die Mannschaft dem Bezirk Magdeburg-Schönebeck innerhalb der erstklassigen Gauliga Mitte zugeordnet wurde. Aus dieser Spielzeit sind jedoch keine Ergebnisse mehr überliefert. Durch den fortschreitenden Zweiten Weltkrieg wurde die Spielzeit dann jedoch auch schon relativ früh abgebrochen.

### Feldhandball
Die Frauen-Mannschaft nahm in der Saison 1937/38, als Meister der Gauliga Mitte, an der Endrunde um die deutsche Meisterschaft teil. In der Zwischenrunde war dann nach einem 5:0 bei Stahl-Union 04 Düsseldorf aber Schluss. Zur Saison 1942/43 konnte sich die Mannschaft erneut für die deutsche Endrunde qualifizieren. Scheiterte dort jedoch bereits in der 1. Vorrunde an der Turngemeinde in Berlin. Im Jahr 1944 konnte sich die Mannschaft beim SC Weimar mit 6:1 durchsetzen und erlangte wieder die Meisterschaft im Gau Mitte, zur Austragung der Endrunde kam es kriegsbedingt dann jedoch nicht mehr. Der Herren-Abteilung gelang zur Spielzeit 1938/39 der Sprung in die erstklassige Handball-Gauliga Mitte.

## Nachfolgerverein
Nach dem Ende des Zweiten Weltkriegs wurde der Verein aufgelöst, unter dem Namen der SG West Magdeburg organisierten sich dann ehemalige und neue Mitglieder. Aus dieser SG sowie anderen lokalen Sportgemeinschaften entstand dann später die BSG Aufbau Börde, aus der der heutige Magdeburger SV Börde 1949 später entstehen sollte.